# Vorislamisches Arabien

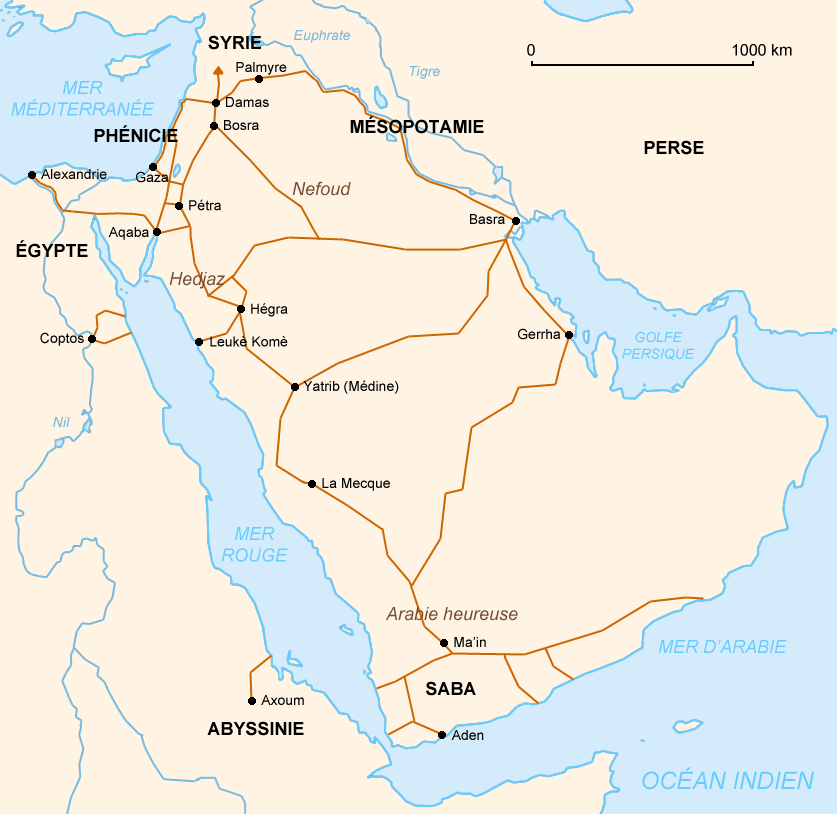
Nabatäische Handelsstraßen im vorislamischen Arabien.

Die Geschichte des vorislamischen Arabiens lässt sich seit der Zeit assyrischer Inschriften und Reliefs aus dem Jahre 853 v. Chr. nachweisen.

## Geschichte
Die Aufzeichnungen des assyrischen Königs Salmanassar III. berichten vor allem über Kriegszüge, geben jedoch auch Informationen über Alltagsleben und Religion. So sind auf den Reliefs des Nordwestpalastes von Niniveh aus der Zeit Aššurbānipals Araber abgebildet, die zu zweit auf Kamelen reiten und die assyrischen Truppen mit Pfeilen beschießen. Der vordere Reiter lenkt das Kamel, das nur mit einer einfachen, durch Riemen an Hals und Schweif befestigten Decke angetan ist, dabei mit einem Stab. Die Reiter haben schulterlanges Haar und einen kurzen Vollbart und sind nur mit einem voluminösen Lendenschurz bekleidet.
In der Schlacht von Karkara 853 v. Chr. zwischen Salmanassar III. und einer Koalition zwölf syrischer Staaten nahm auch Gindibu, König der Araber (Arbāyu), mit 1000 Kamelreitern teil. Immer wieder nennen assyrische Inschriften des 7. und 8. Jahrhunderts v. Chr. Herrscher der „Aribi“, die den Assyrern tributpflichtig sind oder ihnen Hilfstruppen stellen.
Die Geschichte der arabischen Stämme verläuft heterogen. Die ersten arabischen Staaten bildeten sich nicht im assyrischen Machtbereich, sondern im Südwesten der arabischen Halbinsel. Begünstigt wurde diese Entwicklung durch den dortigen Monsunregen, der Ackerbau, Sesshaftigkeit und das Entstehen von Städten möglich machte.
Über die Weihrauchstraße trieben die arabischen Karawanen Handel mit dem Norden und den Regionen des östlichen Mittelmeers. Auch in der Genesis finden diese Karawanen Erwähnung.
Um 312 v. Chr. unternahm Antigonos, ein Diadoche Alexanders des Großen einen Feldzug gegen die Nabatäer. Diese erreichten den Zenit ihrer Macht und Ausdehnung im ersten Jahrhundert v. Chr., wobei sich das von ihnen kontrollierte Gebiet vom Hedschas über das gesamte Gebiet östlich des Jordan bis ans östliche Mittelmeer und bis ins syrische Kernland erstreckte. Die Nabatäer gerieten auf dem Roten Meer in Konflikt mit den ägyptischen Ptolemäern, zugleich wurde der Kontakt zum römischen Reich enger. Als dieses schließlich den ständigen Konkurrenten der Nabatäer, die Judäer, besiegte, Jerusalem zerstörte und Palästina zur römischen Provinz erklärte, sah dies zunächst nach einem Vorteil für die Nabatäer aus. Doch wurden auch sie schließlich 106 von den Römern besiegt. Das Nabatäerreich wurde als Arabia Petraea römische Provinz.
Die Himyaren (siehe Altes Südarabien), die bereits Kolonien an der nordafrikanischen Küste gegründet hatten, trafen als erste Araber auf die Römer. Diese versuchten nach Südarabien vorzudringen um insbesondere den Seehandelsweg nach Indien ganz unter römische Kontrolle zu bekommen. 25/24 v. Chr. scheiterte die römische Arabien-Expedition unter Aelius Gallus. Dabei teilten die Römer Arabien in drei Teile: Arabia Felix (das glückliche Arabien), Arabia Deserta (das wüstenhafte Arabien) und Arabia Petraea (das steinerne Arabien), mit Petra als Hauptstadt. Arabia petraea wurde erst wesentlich später als der privilegierte Südwesten zur Heimat großer Staaten.
111 bis 114 bauten die Römer die Trajansstraße von Nord nach Süd durch die arabischen Provinzen von Bostra nach Petra und Aela. Von 244 bis 249 war mit Philippus Arabs sogar ein Arabischstämmiger römischer Kaiser.
Der arabische Staat von Palmyra verdankte seinen Aufstieg als Handelszentrum dem Niedergang Petras. In der Übergangsregion zwischen Römern und Persern konnte er sich zur regionalen Großmacht entwickeln. Dieser Großmachtstatus wurde von den Römern, insbesondere unter Hadrian, der das Land 129 besuchte, gefördert. Durch zunehmende Unabhängigkeit und Macht konnten die Palmyrer 260 die Perser besiegen und erreichten unter Königin Zenobia ihre Blütezeit. Doch als ihr Sohn Vaballathus sich den Titel „Caesar Augustus“ anmaßte und Münzen auf diesen Namen prägen ließ, fühlten die Römer sich in ihrem Hegemonialstreben verletzt. Kaiser Aurelian marschierte schließlich in Palmyra ein, nahm Königin Zenobia gefangen und beendete 272/273 die Existenz des palmyrischen Staates.

## Sprache
Wie arabische Kultur und Geschichte uneinheitlich waren, so waren es auch Sprache und Schrift. Die Südaraber nutzten ihre eigene Sprache und Schrift, aus denen später die semitischen Sprachen und Schriften Äthiopiens hervorgingen. Die Nordaraber übernahmen viele Einflüsse ihrer Nachbarn in ihre Kultur. So schrieben die Nabatäer mit einem aus dem Aramäischen abgeleiteten Alphabet, aus dem sich später die arabische Schrift entwickelte. Auch die Palmyrer bedienten sich einer aramäisch inspirierten Schrift.
Bis zum Beginn des Wirkens von Mohammed lebte der überwiegende Teil der Araber in fast vollständiger Isolation von der restlichen Welt. Auf der Suche nach Weidegründen durchzogen sie die arabische Halbinsel und lieferten sich endlose Stammesfehden. Dies mag die Tatsache erklären, dass das damals verwendete Arabisch dem schon im ersten nachchristlichen Jahrhundert ausgestorbenen, archaisch aufgebauten Akkadisch sprachgeschichtlich näher stand als dem Kanaanäischen oder dem Aramäischen. Durch das fast vollständige Ausbleiben äußerer Einflüsse und die Weiterführung der ursprünglichen Lebensweise wurde die archaische Struktur des Arabischen beibehalten. Zu dieser Zeit wurden verschiedene Dialekte gesprochen, die offenbar in eine östliche Gruppe um den Persischen Golf und eine westliche Gruppe mit den Dialekten des Hedschas geteilt waren.
Zusätzlich zu diesen Stammesdialekten entwickelte sich in dieser Zeit auch ein poetisches, stammesübergreifendes Arabisch, das in den Gedichten der Mu'allaqat erhalten ist. In diesen Gedichten aus dem sechsten Jahrhundert, meist in der Form der Qasida, spielten Lob des eigenen Stammes, Verhöhnung der Feinde, Satire und Kritik, aber auch Panegyrik und Beschreibung natürlicher Erscheinungen die entscheidenden Rollen. In Ukaz bei Mekka gab es bereits damals Dichterwettbewerbe auf Jahrmärkten. Zu dieser Zeit verfügt das Arabische bereits über ein sehr reiches Vokabular.

## Religion
Das arabische Pantheon setzte sich im Wesentlichen aus den semitischen Sterngottheiten Mond (Almaqah bei den Sabäern, Aglibol bei den Palmyrern oder Sin in Hadramaut) Sonne (Schams) und Venus (Athtar) zusammen. Weitere wichtige Göttinnen waren Allāt und Manāt, al-ʿUzzā (die Allmächtige, vielleicht ʿAṯṯara), Kusrā, die Mondgöttin der Hawkum im Gebiet von Ḥarîb und die nabatäische Kutbā. al-ʿUzzā ist aus nabatäischen und südarabischen Inschriften bekannt. Byzantinische Autoren setzten sie mit Aphrodite gleich. In der Antike wurde sie auch in Mekka angebetet. Sie scheint mit dem Planeten Venus verbunden gewesen zu sein, wie die babylonische Ištar.
Ruḏā (rḏw) war eine wichtige prä-islamische Göttin. Sie wird, zusammen mit Nahī in zahlreichen nordarabischen und safaitischen (rḏw/rḏy) Inschriften erwähnt, man bittet sie hier unter anderem um Regen, sie scheint aber auch eine Göttin des Krieges gewesen zu sein. Darstellungen einer nackten Göttin werden oft als rḏy gedeutet. Eine thamudische Inschrift nennt sie „Herrin des Todes“. Aus islamischen Quellen ist bekannt, dass eine Statue der Ruḏā im Gebiet der Thamūd auf Befehl des Propheten zerstört wurde, ihre Verehrung hat sich also über mindestens 1200 Jahre erhalten. Ihr Name wird von ʾrd, Erde abgeleitet, sie war also vermutlich eine Vegetationsgöttin. Auch aus Ugarit war eine Göttin ʾArṣai als Tochter des Ba’al bekannt.
Eine Staatsinschrift Assurhaddons berichtet, wie sein Vater Sanherib in der Oase Admutu unter anderem Standbilder der Göttinnen Atarsamlin, Dâa, Nuhâa, Rudâu (ruldayu), Abirillu und Atarqurumâ erbeutete, die er nach Niniveh bringen ließ. Später konnte der Araberkönig Hasael von Assurhaddon eine Rückgabe der Statuen erreichen, auf diesem war allerdings vorher der Name des Gottes Aššur und des Königs Assurhaddon eingemeißelt worden. Außerdem wurde sein Tribut um 65 Kamele und 10 Esel erhöht und der Großkönig setzte ihm Tabuâ als Königin zur Seite.
In der Kaaba von Mekka wurde ein schwarzer Stein verehrt, der zahlreiche Pilger anzog. Unter den arabischen Nomaden waren Götter als Anbetungsobjekte weit weniger verbreitet als Geister, Kobolde und verhexte Orte. Um „böse“ Geister gnädig und Schutzgeister günstig zu stimmen, wurden Opfer- und Weihgaben dargebracht.
Als „Sprachrohre“ der Götter dienten Priester, auch Orakel und Weissagungen waren Glaubensbestandteile. Doch auch das Christentum und vor allem das Judentum hatten Einfluss auf die altarabische Religion. Im Norden hatten ganze Stämme der Araber das Judentum angenommen. Die „Hanifen“, die damaligen Konfessionsfreien unter den Arabern galten als Sinnsuchende. Ihr Streben spielte eine Rolle im Entstehen des Islams, das durch die allgemeine religiöse Orientierungslosigkeit gefördert wurde.